# Karnak
|  | No s'ha de confondre amb Carnac. |

Karnak (àrab: الكرنك, al-Karnak, que deriva de l'àrab خورنق, ẖūrnaq, ‘poble fortificat’) és una ciutat d'Egipte a la riba del Nil, a uns 2 km al nord de Luxor, amb la qual, de fet, està unida, que va portar en època faraònica el nom d'Ipet Sut (El lloc més venerat). Era una zona de l'antiga Tebes que albergava el complex religiós més important de l'antic Egipte, el temple de Karnak.